# Metil-trifluormetánszulfonát
A metil-trifluormetánszulfonát vagy más néven metil-triflát képlete CF3SO2−OCH3, a kémiában rendkívül erélyes (és nagyon veszélyes) metilezőszerként használatos.
A metil-tozilátnál vagy metil-jodidnál 10 000–100 000-szer reaktívabb metilezőszer. Alternatív metilezőszerként használható a dimetil-szulfát helyett, mely mérgező és lehetséges karcinogén. Terjed a szénhidrátok és aminosavak metilezőszereként történő használata.

## Lásd még
- Triflát
- Metil-fluorszulfonát

## Fordítás
Ez a szócikk részben vagy egészben a Methyl trifluoromethansulfonate című angol Wikipédia-szócikk ezen változatának fordításán alapul.  Az eredeti cikk szerkesztőit annak laptörténete sorolja fel. Ez a jelzés csupán a megfogalmazás eredetét és a szerzői jogokat jelzi, nem szolgál a cikkben szereplő információk forrásmegjelöléseként.
Ez a szócikk részben vagy egészben a Methyltrifluormethaansulfonaat című holland Wikipédia-szócikk ezen változatának fordításán alapul.  Az eredeti cikk szerkesztőit annak laptörténete sorolja fel. Ez a jelzés csupán a megfogalmazás eredetét és a szerzői jogokat jelzi, nem szolgál a cikkben szereplő információk forrásmegjelöléseként.